# Cerhovka
Cerhovka je pravostranný přítok řeky Doubravy v okrese Havlíčkův Brod v Kraji Vysočina. Délka jejího toku činí 8,8 km. Plocha povodí měří 24,8 km².

## Průběh toku
Cerhovka pramení východně od Horního Studence v nadmořské výšce okolo 560 m. Na horním toku teče západním směrem, protéká Horním Studencem a Novým Studencem, pod nímž ji zprava posiluje potok přitékající od Hudče. Pod tímto soutokem Cerhovka protéká Podmoklany, pod nimiž se její tok obrací na severozápad. V tomto úseku potok protéká při severním okraji přírodní rezervace Mokřadlo a o něco níže po proudu napájí rybník, který se nazývá Lhotka. Pod hrází rybníka přijímá zprava potok přitékájící od Sloupna. Dále proudí regulovaným korytem při severovýchodním okraji Bezděkova. Odtud směřuje tok potoka na západ k Libici nad Doubravou, jihovýchodně od níž se vlévá do řeky Doubravy na jejím 63,2 říčním kilometru v nadmořské výšce okolo 415 m.

## Využití

### Chov ryb
V okolí přírodní rezervace Mokřadlo je potok využíván jako chovný. Je zde nasazován plůdek pstruha potočního. V roce 1992 zde bylo vysazeno 600 kusů střevle potoční.